# Seimei-jinja
Pour les articles homonymes, voir Seimei.
Le Seimei-jinja (晴明神社) est un sanctuaire shinto à Kyoto, au Japon, consacré au onmyōdō, Abe no Seimei.

## Histoire
Le Seimei-jinja est fondé au cours de la quatrième année de l'ère Kankō (1007) par l'empereur Ichijō, qui ordonne que le sanctuaire soit construit en mémoire d'Abe no Seimei, après sa mort en 1005. Il est construit sur l'emplacement de sa maison.
Le bâtiment principal est restauré en 1925.

## Architecture

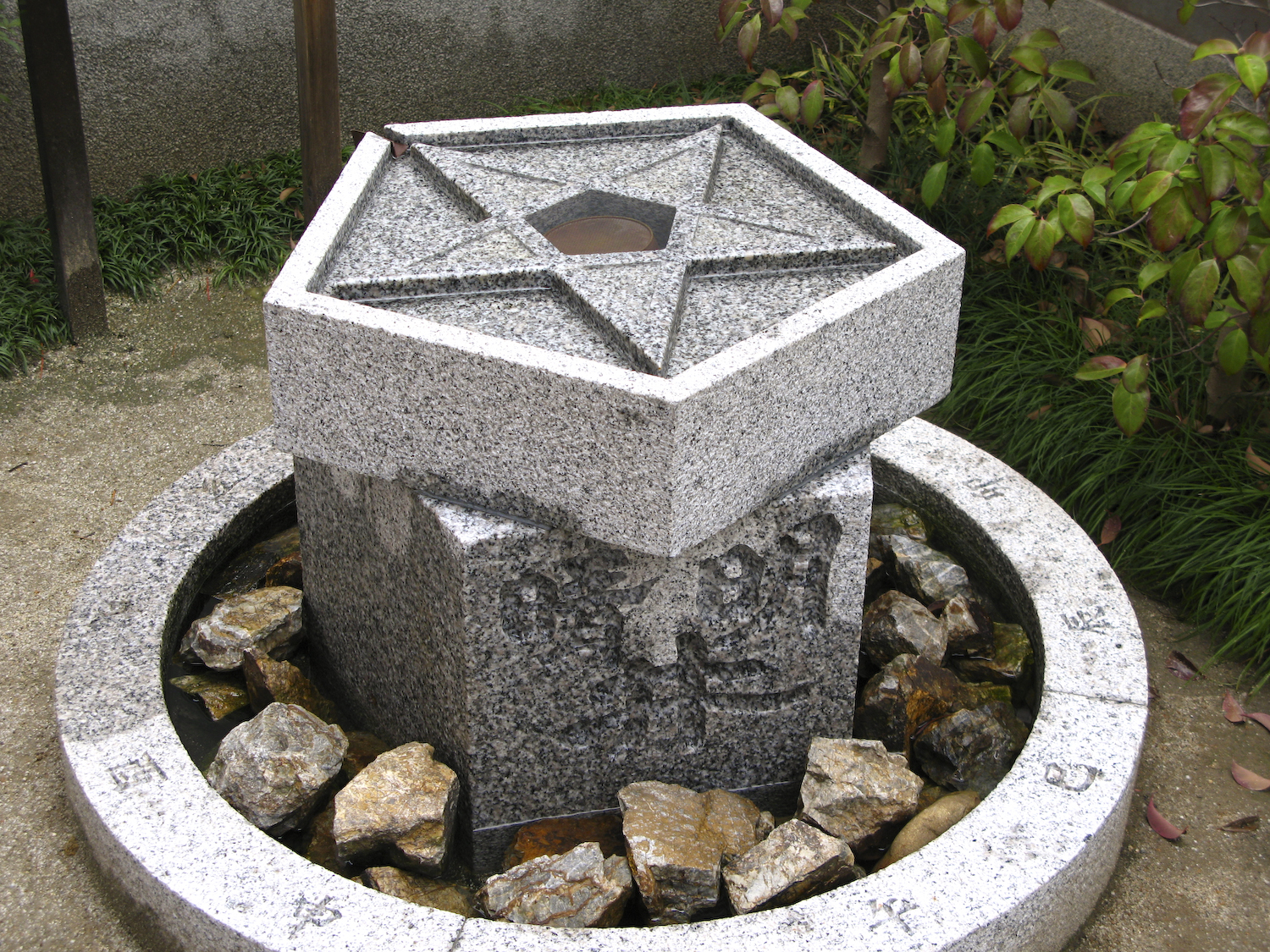
Puits seimi-i avec motif en pentagramme.

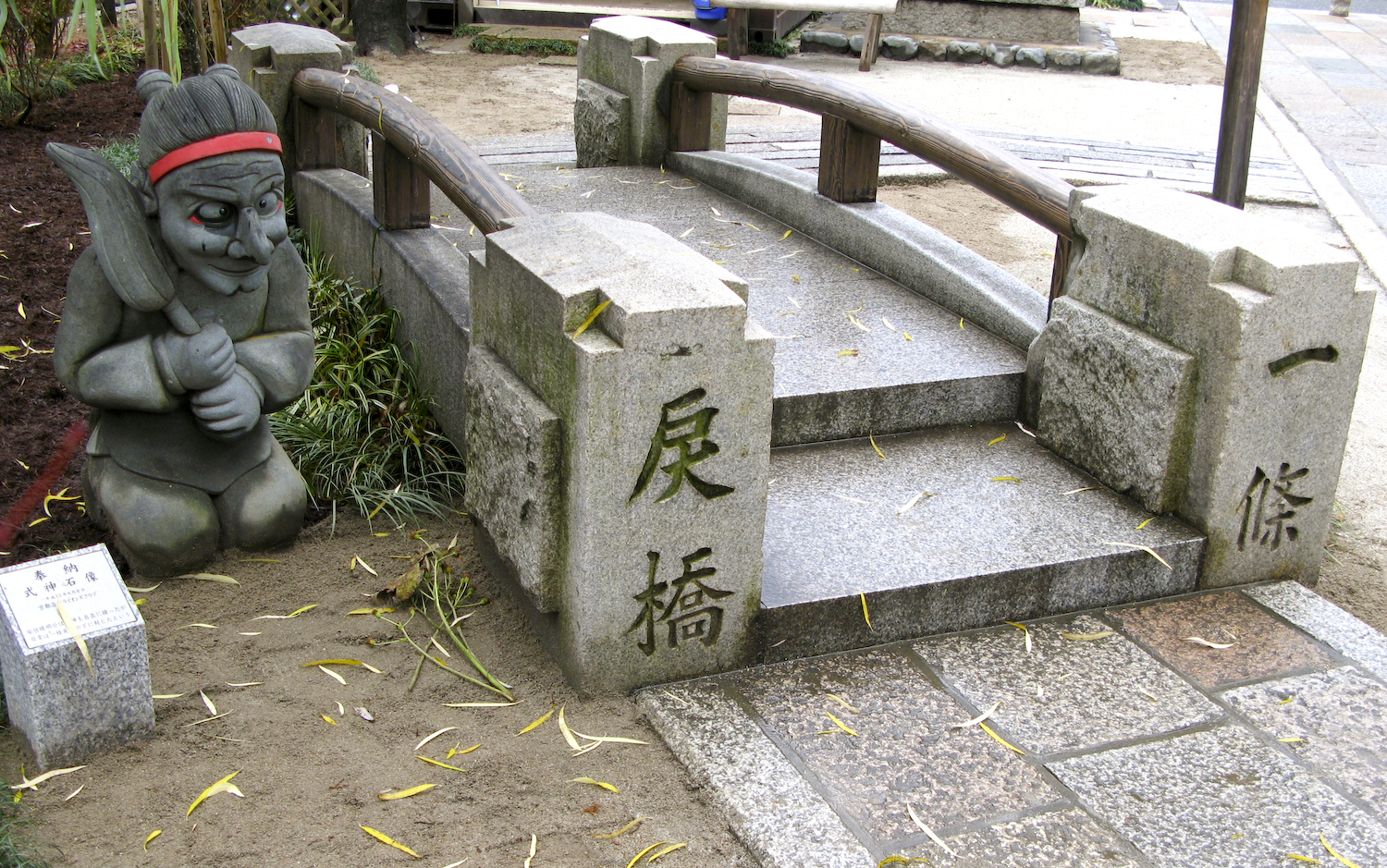
Ichijō Modori-bashi.

Deux toriis mènent à l'entrée du sanctuaire. Un puits renommé (Seimei-i) est situé sur les terrains du temple et l'eau qui y est puisée est considérée comme un peu magique. Le maître de thé Sen no Rikyū passe pour avoir infusé du thé avec l'eau de ce puits.
Le pentacle, connu localement sous le nom « étoile Seimei », est un symbole important retrouvé sur de nombreuses parties du sanctuaire. Abe no Seimei serait venu avec l'insigne des arcanes au Xe siècle, symbolisant les cinq éléments chinois. Des ornements de campanules (Platycodon grandiflorus) se trouvent sur des tuiles décoratives et des lanternes. Les cinq bouts de pétales de la fleur sont considérés comme représentant le même idéal que le pentagramme.
Un pont voisin, le Ichijō Modori, situé juste au sud du sanctuaire, est considéré comme une passerelle entre les mondes humain et spirituel.

## Festival
Le Seimei matsuri (晴明祭) se tient tous les ans à l'équinoxe d'automne.

## Images

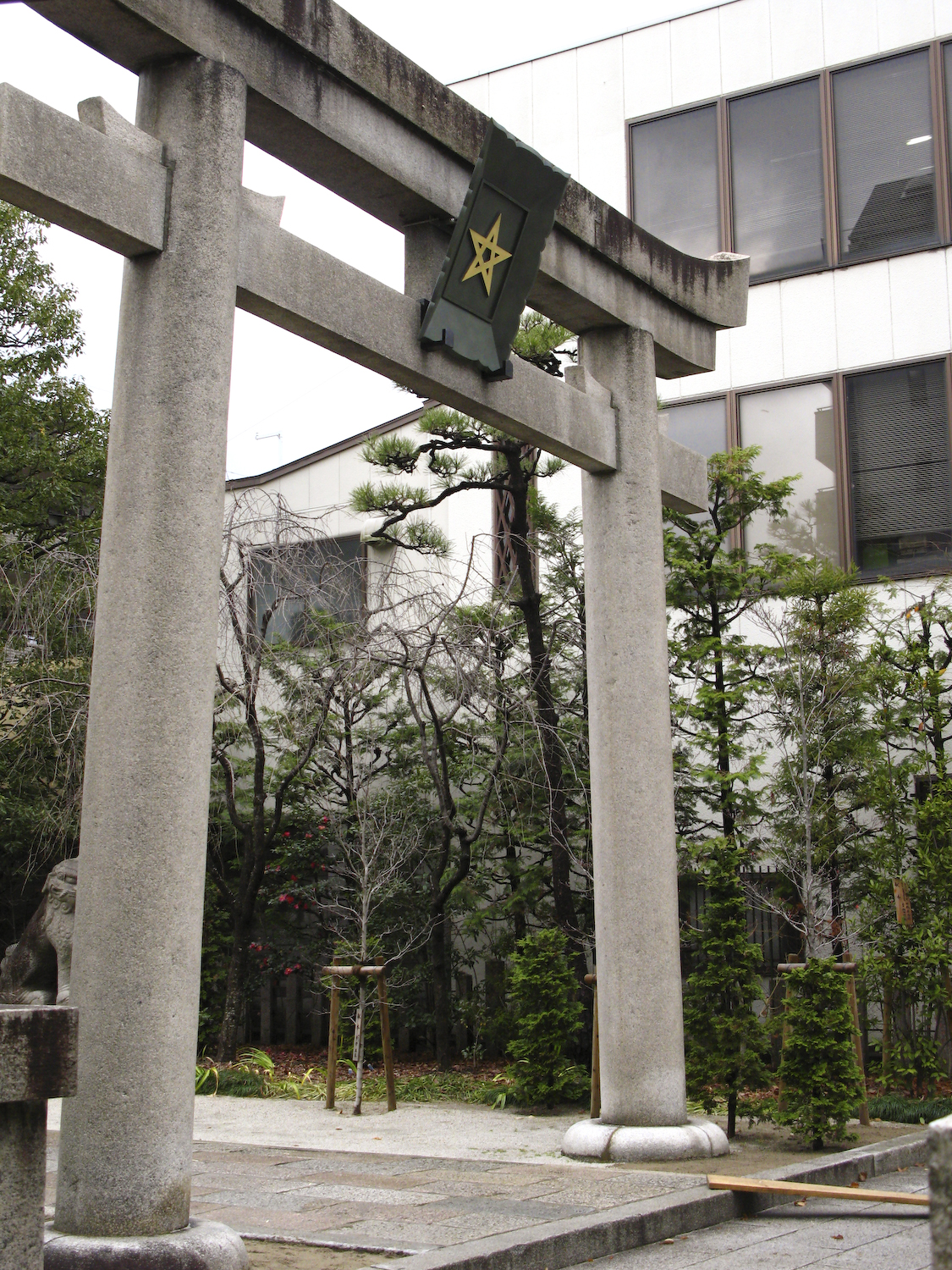
Torii avec pentacle.
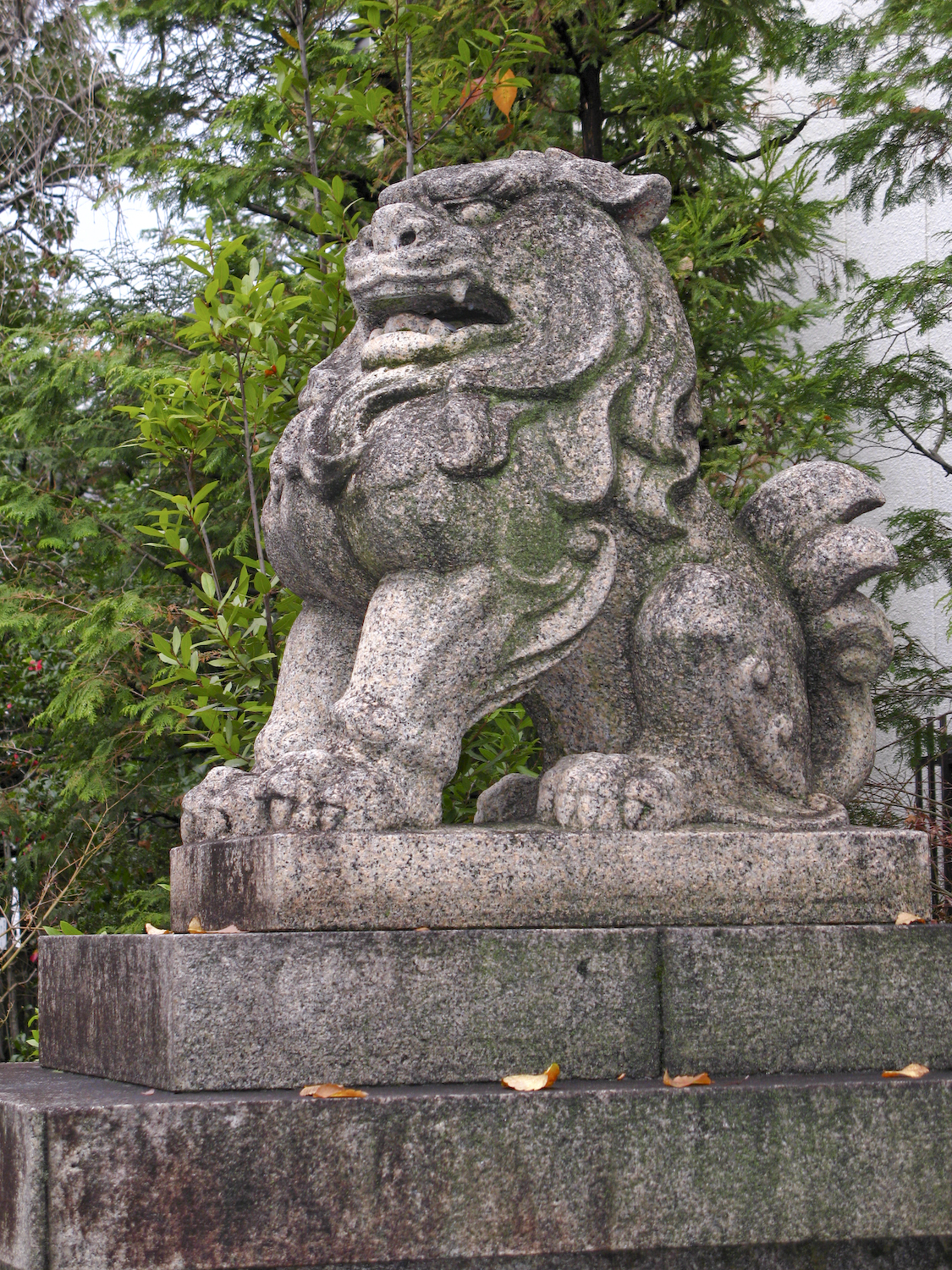
Lion de pierre.
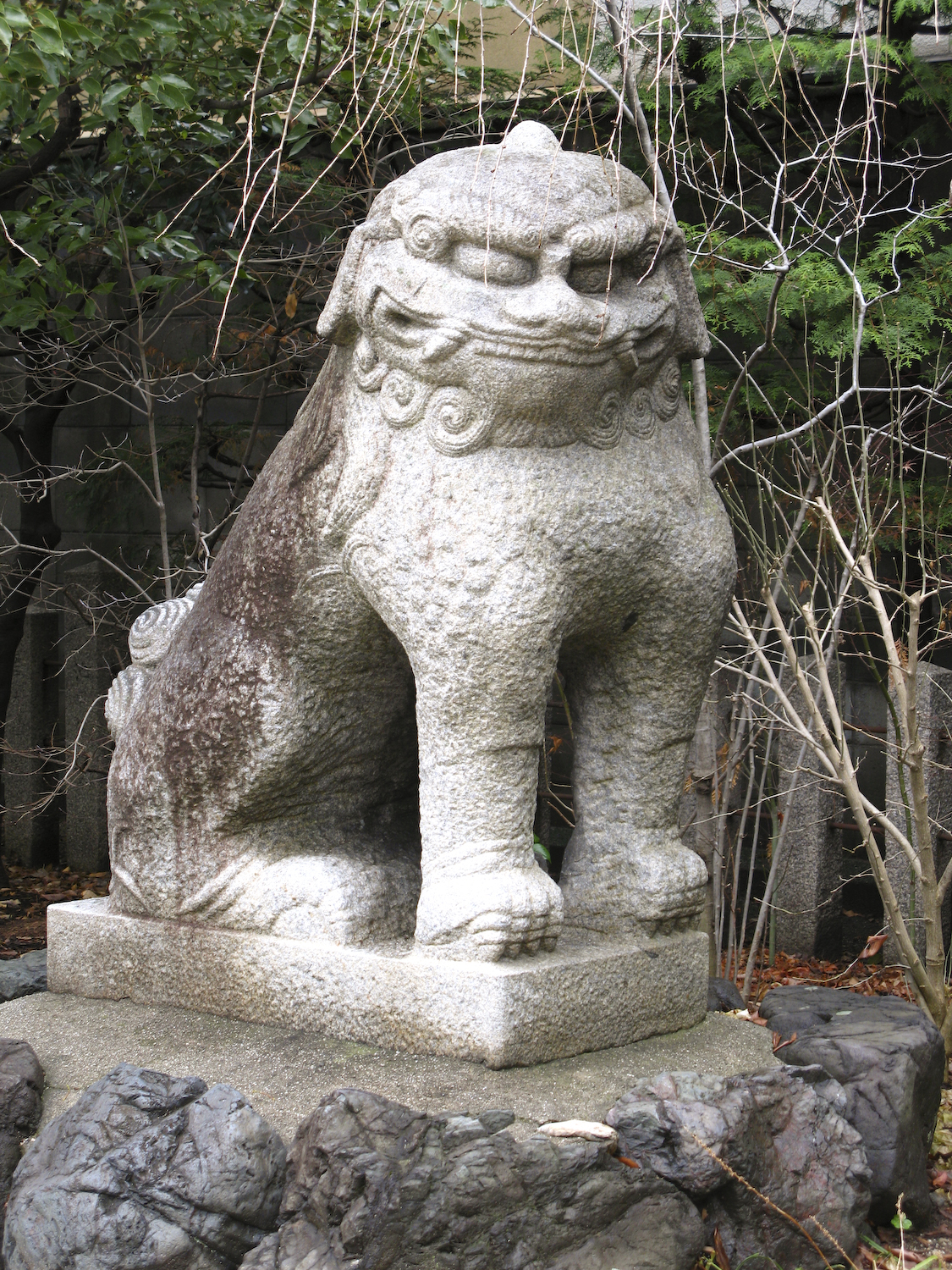
Komainu de pierre.
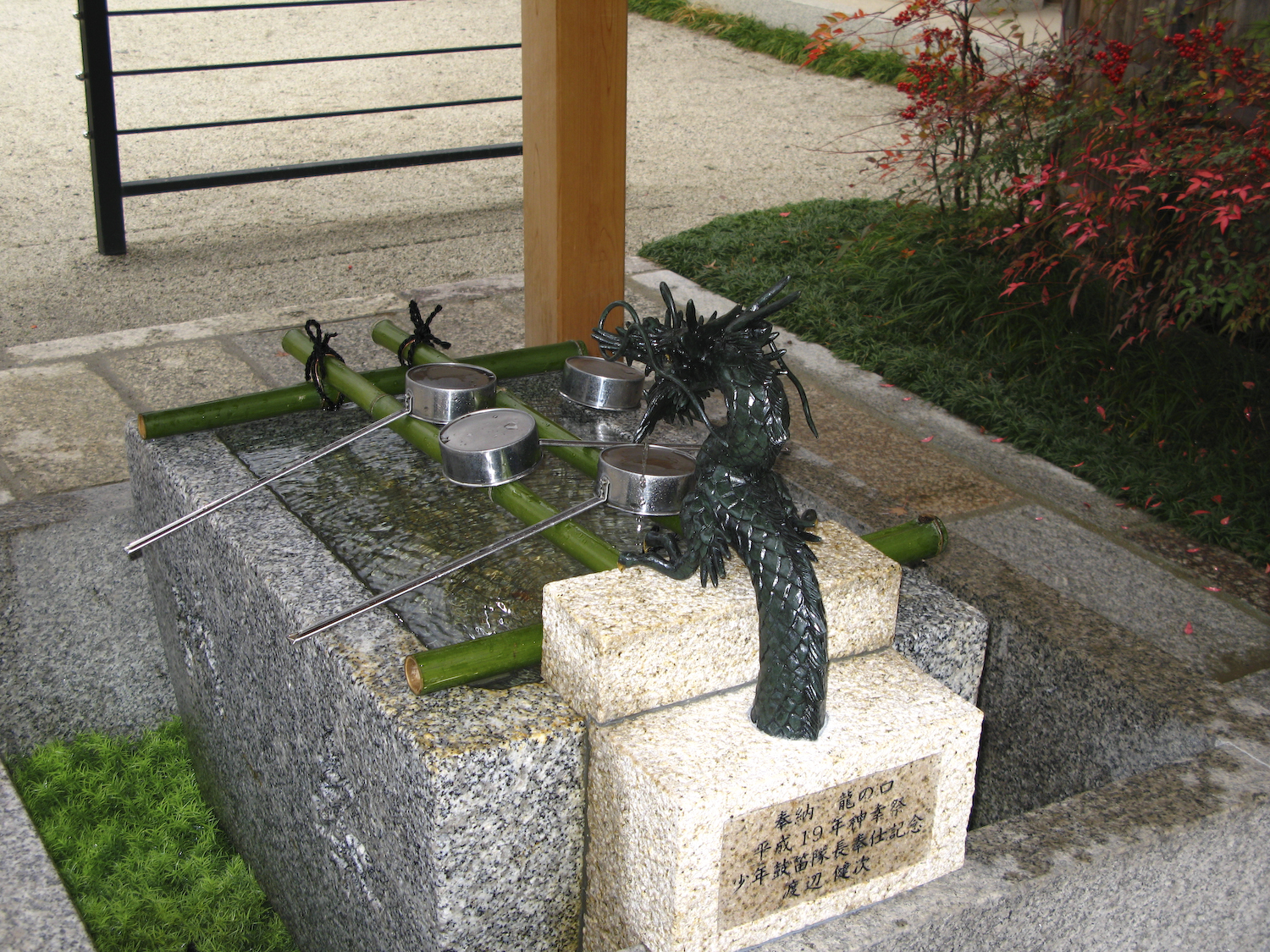
Chōzuya.
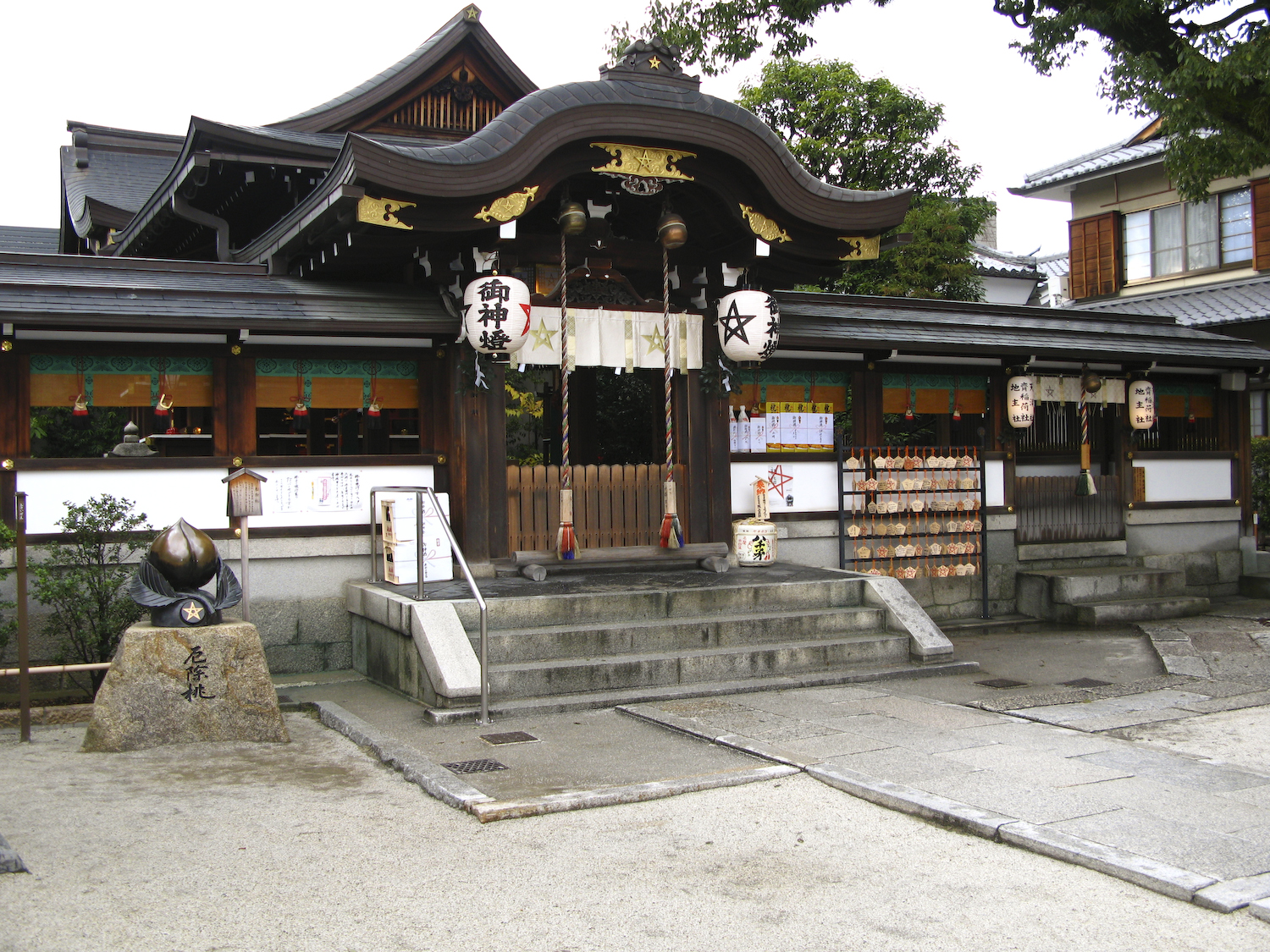
Avant du sanctuaire.
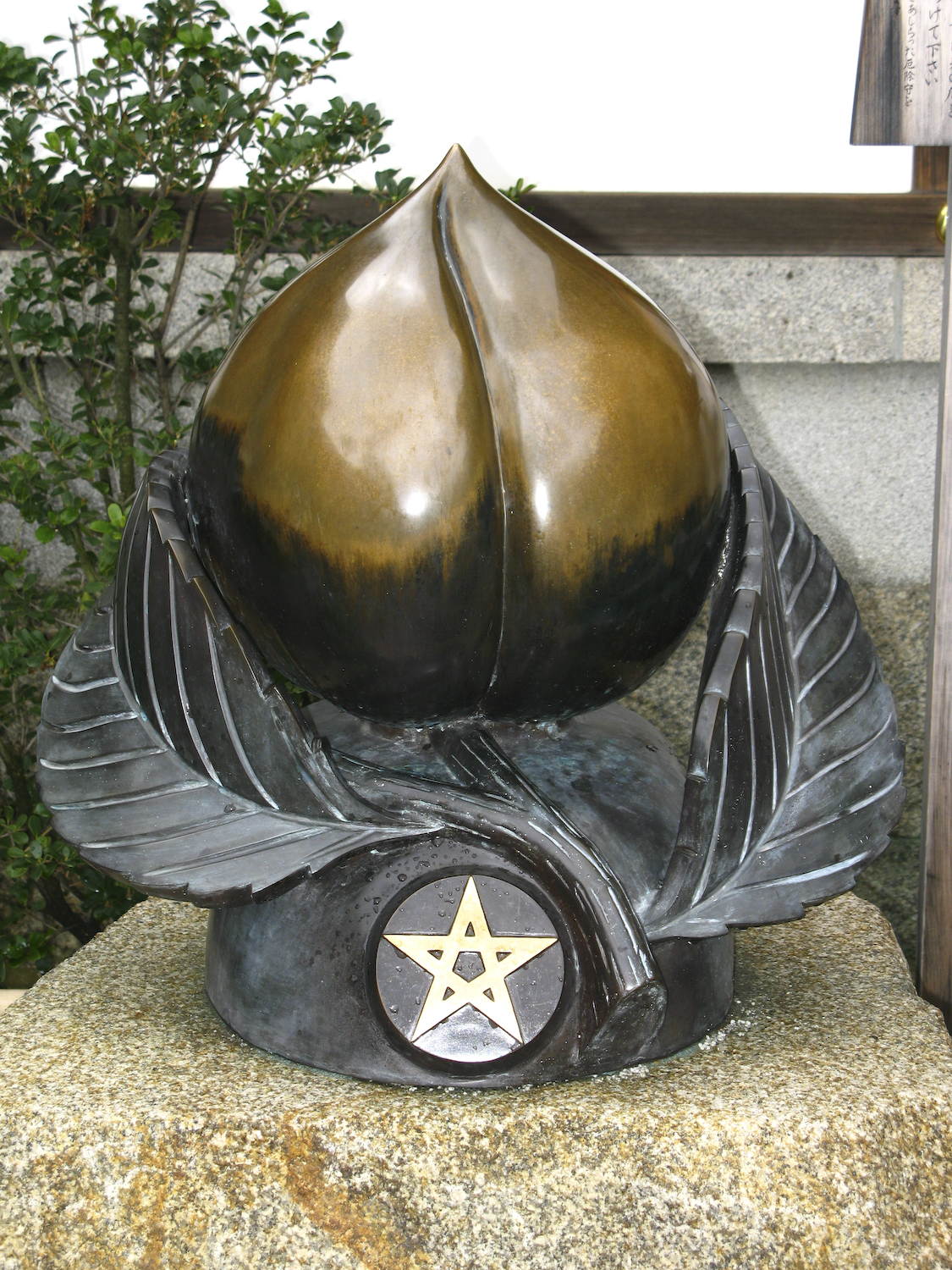
Buste de pêche.
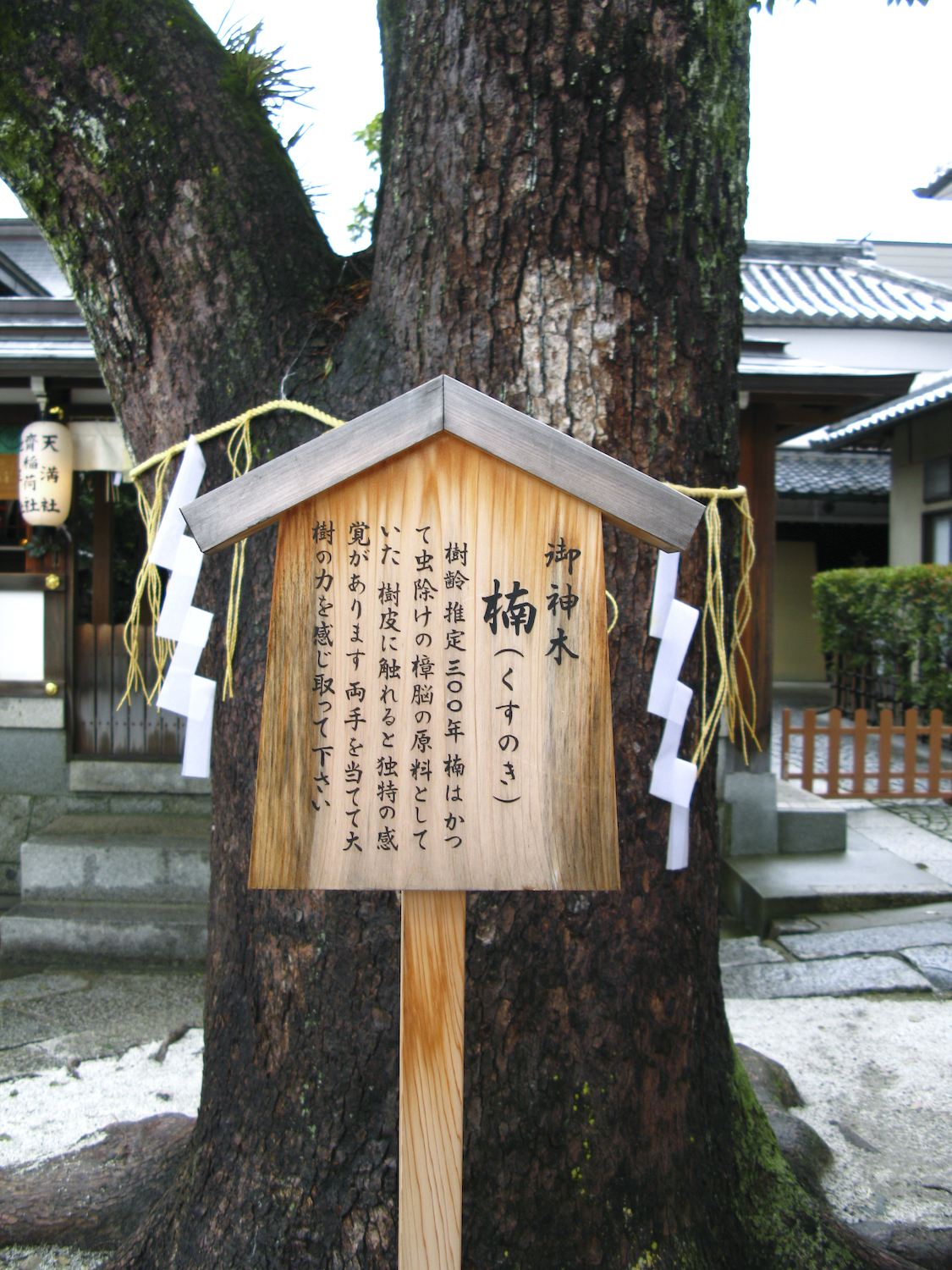
Kusu-no-ki, arbre sacré.
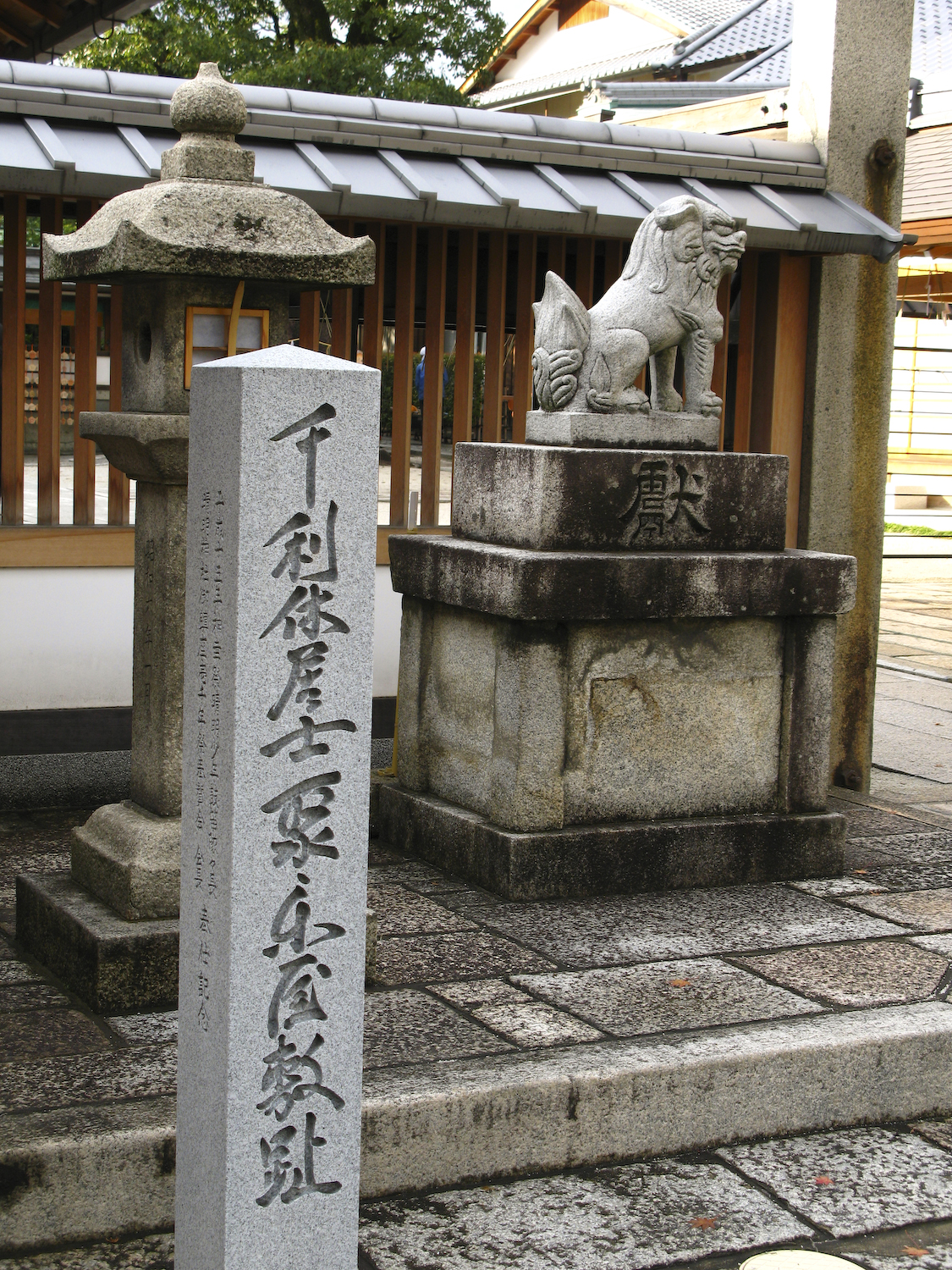
Tablette en pierre pour Sen no Rikyū.